# Ani (Pharao)
Ani war ein altägyptischer König (Pharao) der 13. Dynastie (Zweite Zwischenzeit), welcher von 1656 bis um 1654 v. Chr. regierte. Der Eigenname ist lediglich durch einen Skarabäus bezeugt. Der Thronname „Meri-hotep-Re“ findet sich dagegen auf der Stèle juridique und im Königspapyrus Turin (Spalte 7, Zeile 4), wo ihm eine Regierungszeit von 2 Jahren, 3 oder 4 Monaten und 9 Tagen zugewiesen wird. Thomas Schneider, Jürgen von Beckerath und Anthony Spalinger sehen darin den Thronnamen von Sobekhotep VI. und in Ani dessen ursprünglichen Geburtsnamen. Darrell D. Baker hält Ani für den Sohn und direkten Nachfolger von Aja I. und ordnet ihn als 33. König der 13. Dynastie ein.